# Tillac
Tillac – miejscowość i gmina we Francji, w regionie Oksytania, w departamencie Gers.
Według danych na rok 1990 gminę zamieszkiwały 302 osoby, a gęstość zaludnienia wynosiła 24 osoby/km² (wśród 3020 gmin regionu Midi-Pyrénées Tillac plasuje się na 765. miejscu pod względem liczby ludności, natomiast pod względem powierzchni na miejscu 913.).